# Ломар
Ломар (нім. Lohmar) — місто в Німеччині, знаходиться в землі Північний Рейн-Вестфалія. Підпорядковується адміністративному округу Кельн. Входить до складу району Райн-Зіг.
Площа — 65,5 км2. Населення становить 30 316 ос. (станом на 31 грудня 2020).